# Trychosis atripes
Trychosis atripes là một loài tò vò trong họ Ichneumonidae.